# Avesnes-sur-Helpe Communal Cemetery
Le cimetière «  Avesnes-sur-Helpe Communal Cemetery  » est un cimetière militaire  de la Première Guerre mondiale situé sur le territoire de la commune d'Avesnes-sur-Helpe, Nord. 

## Localisation
Ce cimetière est situé à l'ouest de la ville, rue de Cartigny, au bord du cimetière communal.

## Historique
Occupée dès la fin août 1914 par les troupes allemandes, la ville d'Avesnes-sur Helpe  est restée loin du front pendant quatre années. Au cours de cette période, elle fut pendant quelque temps le quartier général de la dix-huitième armée allemande. Les Allemands utilisèrent et agrandirent le cimetière communal pendant leur occupation. Des soldats allemands, ainsi que des prisonniers de guerre français, italiens, russes et britanniques, y furent enterrés. L'extension allemande a maintenant été supprimée .

## Caractéristique
Le cimetière contient maintenant 82 sépultures et commémorations du Commonwealth de la Première Guerre mondiale dont 4 sont non identifiées. Il y a 103 sépultures françaises et 5 russes de la guerre de Première Guerre mondiale ici et 22 autres sépultures de la Seconde Guerre mondiale, la plupart d'entre eux des aviateurs.

## Sépultures
| Pays             | Sépultures |
| ---------------- | ---------- |
| Royaume-Uni      | 95         |
| Canada           | 2          |
| Nouvelle-Zélande | 1          |
| Australie        | 2          |
| France           | 103        |
| Russie           | 5          |
| Total            | 208        |